# A23 (Kasachstan)
Die A23 ist eine Straße in Kasachstan im Norden des Landes. Die Straße ist eine Ost-West-Route von Denissowka (ehem. Ordschonikidse) über Schitiqara nach Qasiret (ehem. Dschetygarinski). 

## Straßenbeschreibung
Die A23 ist ein Zweig der , eine der Hauptverkehrsstraßen von Qostanai in Richtung Westen Kasachstans. Die A23 verläuft bis kurz hinter Dschetygarinski, nicht weit von der Grenze zu Russland ohne Grenzübergang nach Russland. Die A23 ist nicht sehr wichtig. Die größte Stadt auf der Route ist die Stadt Schitiqara. Die Route führt durch die flache und kultivierte Steppe.

## Geschichte
Die A23 wurde im Jahr 2011 umnummeriert. Es ist unklar, welche Nummer die A23 ersetzt hat, möglicherweise einen R-Weg aus Zeiten der Sowjetunion. Die A23 ist keine Hauptroute und das Straßennetz in der kasachisch-russischen Grenze Region nicht sehr gut entwickelt.

## Ortschaften an der A23
- Denissowka
- Schitiqara
- Qaziret